# Jacob Schorer
El barón Jacob Anton Schorer (Heinkenszand, Zuid-Beveland, 1 de marzo de 1866 - Harderwijk, 18 de agosto de 1957) fue un abogado holandés, conocido por ser uno de los primeros activistas LGBT de los Países Bajos.

## Primeros años
Schorer provenía de una familia de Zeeuws. Su padre, Peter Eduard Schorer (1837-1909), era abogado y ejerció como vicepresidente de la corte de Middelburg; consiguió un título de barón en 1893. 
Schorer hijo estudió derecho en Leiden, graduándose en 1897. Hasta 1903 trabajó como abogado y diputado del distrito de Middelburg. Seguidamente se trasladó a Berlín, donde trabajó para una compañía de seguros. Poco después Magnus Hirschfeld se convirtió en su profesor, llegando a ser un empleado del Comité científico humanitario (Wissenschaftliche humanitäre-Komitee, WHK). Hirschfeld era en la época el principal defensor de los derechos de los homosexuales en Alemania. En 1910 regresó a los Países Bajos.

## Artículo 248-bis
En 1911 se introdujo el artículo 248-bis en el código penal neerlandés. El artículo era discriminatorio contra los homosexuales, ya que con él se introdujeron edades distintas para heterosexuales y homosexuales  en las relaciones sexuales con menores (en el caso de los homosexuales, las relaciones con menores quedaban prohibidas hasta los 21 años). Jacob Schorer se dedicó una gran energía a luchar contra la ley. En 1912, con el apoyo y ala colaboración de sólo un puñado de seguidores, creó una rama holandesa del WHK, que desde 1919 se independizó con nombre en neerlandés, Nederlandsch Wetenschappelijk Humanitair Komitee, el Comité Científico Humanitario de los Países Bajos (NWHK). Durante el resto de su larga vida luchó contra la injusticia y la discriminación en el derecho penal neerlandés, en contra de los chantajes, que fueron resultado de esta ley, causando innumerables víctimas, y contra la generalizada ignorancia y los prejuicios sobre la homosexualidad.
Él sólo escribió muchas cartas e informes, de las que se distribuyeron gratuitamente decenas de miles de ejemplares. También reunió una extensa biblioteca, que abrió a los investigadores y otras personas que solicitaban información. Una de las principales contribuciones de Schorer fue la de permitir contactos entre los mismos homosexuales, además de contactar con las altas esferas para intentar convencerlos de que la homosexualidad no es una enfermedad o que lleva inevitablemente a la delincuencia. Su título de barón le abrieron muchas puertas que permanecieron cerradas a otros. Así consiguió que el barón Dirk Jan de Geer de la Unión Cristiana Histórica votase en contra del artículo 248-bis; o evitar preguntas personales del Secretario General de Justicia durante el escándalo de La Haya de 1920, en el que fueron detenidos prominentes ciudadanos de La Haya por homosexualidad.
Durante los años anteriores a la II Guerra Mundial, abiertamente y sin seudónimo, allanó el camino a la emancipación de los homosexuales neerlandeses que comenzaría tras la Guerra en 1946.
El 10 de mayo de 1940, inmediatamente después del comienzo de la invasión de los Países Bajos por Alemania en la II Guerra Mundial, junto con sus amigos Han Stijkel y Henri François, destruyó las listas de miembros y la totalidad de los archivos del NWHK. Justo a tiempo, porque en junio de 1940 los alemanes irrumpieron en su apartamento en la Avenida de Meerdervoort y la extensa biblioteca de Schorer fue confiscada. Los libros nunca fueron recuperados y se desconoce su fin. Sólo se ha conservado el catálogo de la biblioteca; el Homodok, el «Archivo y centro de información homo/lésbico internacional» de Ámsterdam está intentando recuperar la colección.

## Homenajes
Jacob Schorer murió a la edad de 91 años, en 1957. En el décimo aniversario de su muerte, se estableció la Fundación Schorer, un servicio de consulta para personas LGBT. 
En 1978, en el marco del año gay, se le dio el nombre de Jacob Schorer a una calle para bicicletas en Dordrecht, en el barrio de Stadspolders; fue una iniciativa de uno de los miembros del COC Nederland, Hans van Amstel. La calle fue inaugurada por Willem Jacob Geertsema, comisario de la Reina y político abiertamente gay. Entre tanto, se han nombrado varias calles con su nombre.

## Biografía
En marzo de 2007 se editó en Schorer, la editorial de la Fundación Schorer, una completa biografía de Jacob Schorer escrita por Theo van der Meer. El primer ejemplar fue entregado al Presidente de la Cámara Baja, Gerdi Verbeet, exactamente ochenta años después de que su predecesor como presidente de la Cámara Baja, el liberal Dirk Fock, devolviese una donación de varias decenas de obras sobre la homosexualidad que Jacob Schorer le había hecho como presidente de la rama holandesa del Comité científico humanitario.